# Bohr-e Ḩājj Nowshād
Bohr-e Ḩājj Nowshād (persiska: بهرِ حاجی نوشاد, Bohr-e Ḩājjī Nowshād, بهرِ حاج نوشاد) är en ort i Iran.   Den ligger i provinsen Bushehr, i den södra delen av landet, 900 km söder om huvudstaden Teheran. Bohr-e Ḩājj Nowshād ligger 633 meter över havet och antalet invånare är 355.
Terrängen runt Bohr-e Ḩājj Nowshād är huvudsakligen kuperad, men den allra närmaste omgivningen är platt.Runt Bohr-e Ḩājj Nowshād är det ganska glesbefolkat, med 31 invånare per kvadratkilometer. Närmaste större samhälle är Jam, 1,3 km söder om Bohr-e Ḩājj Nowshād. Omgivningarna runt Bohr-e Ḩājj Nowshād är i huvudsak ett öppet busklandskap.